# برلیانس وی۵
برلیانس وی۵ (انگلیسی: Brilliance V5) یک خودروی کامپکت کراس‌اوور است که بوسیلهٔ برلیانس اتو تولید می‌شود. برلیانس وی۵ در نمایشگاه خودروی گوانگژو ۲۰۱۱ با قیمت‌های ۱۰۹٬۸۰۰ تا ۱۶۵٬۸۰۰ یوان معرفی شد.

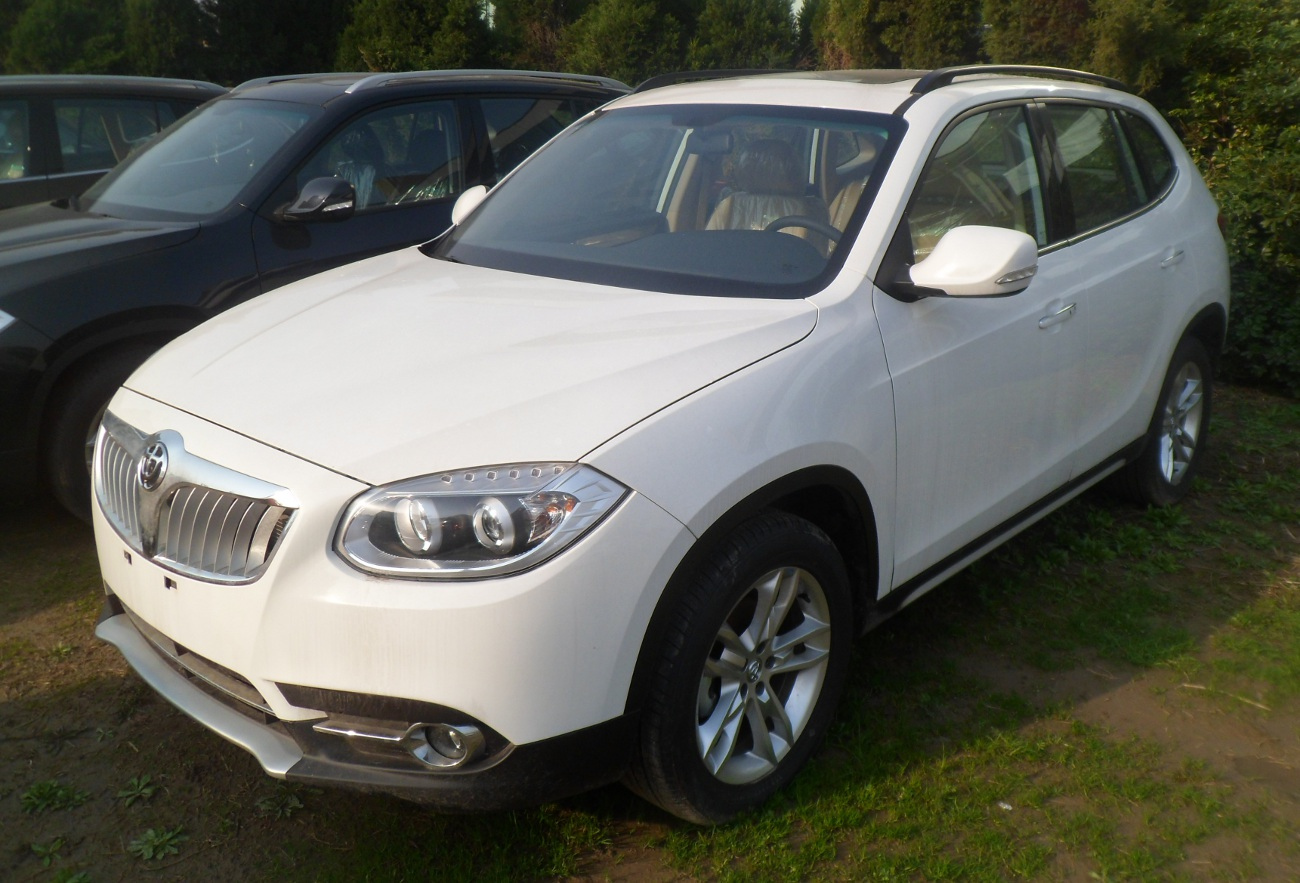
برلیانس وی۵ پیش از فیس‌لیفت، نمای جلو
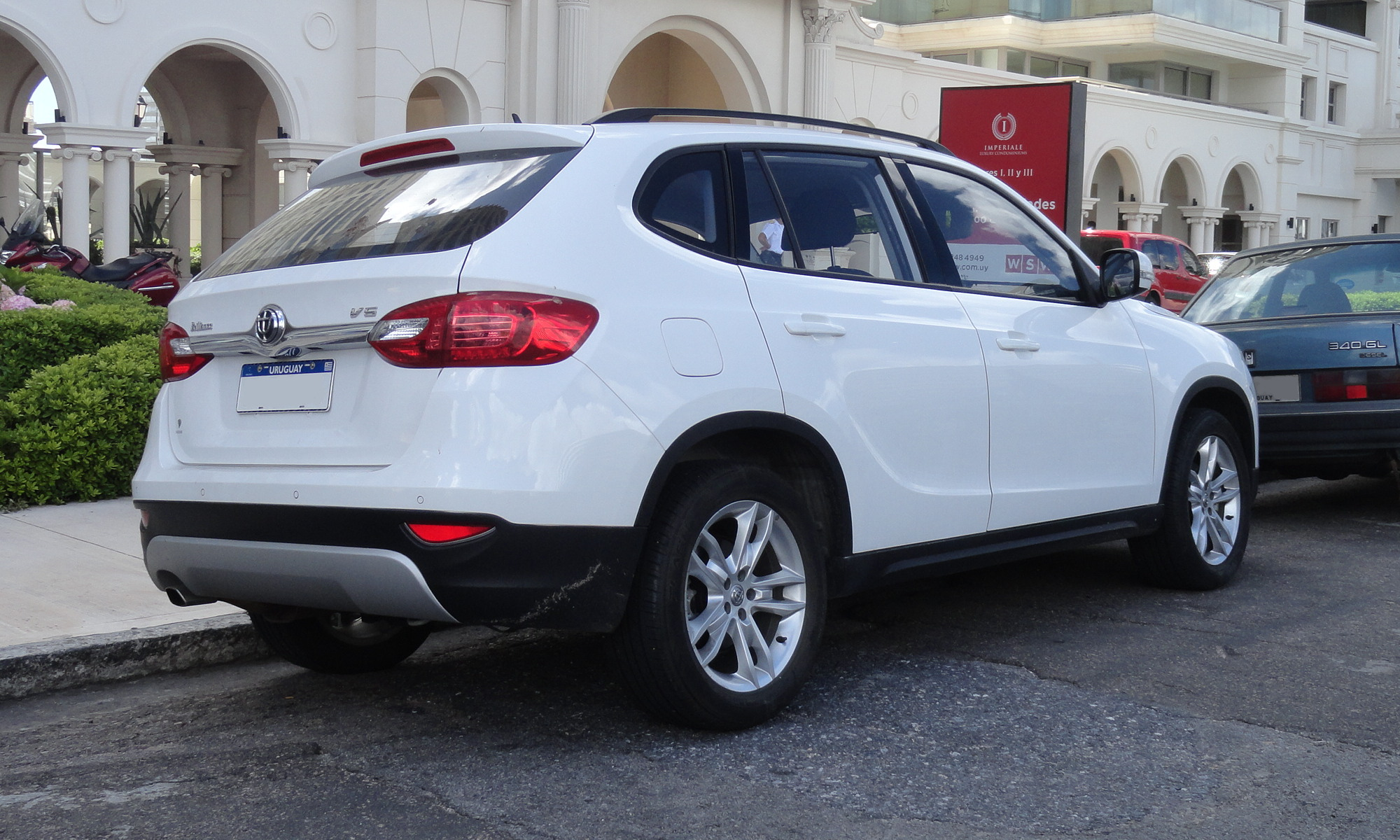
برلیانس وی۵ پیش از فیس‌لیفت، نمای عقب

## فیس‌لیفت ۲۰۱۴
برلیانس وی۵ در سال ۲۰۱۴ یک فیس‌لیفت را تجربه کرد، این فیس‌لیفت در نمایشگاه خودروی پکن ۲۰۱۴ رونمایی شد. در این فیس‌لیفت جلوپنجره، چراغ‌های جلو و عقب و سپرهای جلو و عقب تغییر یافته بودند.

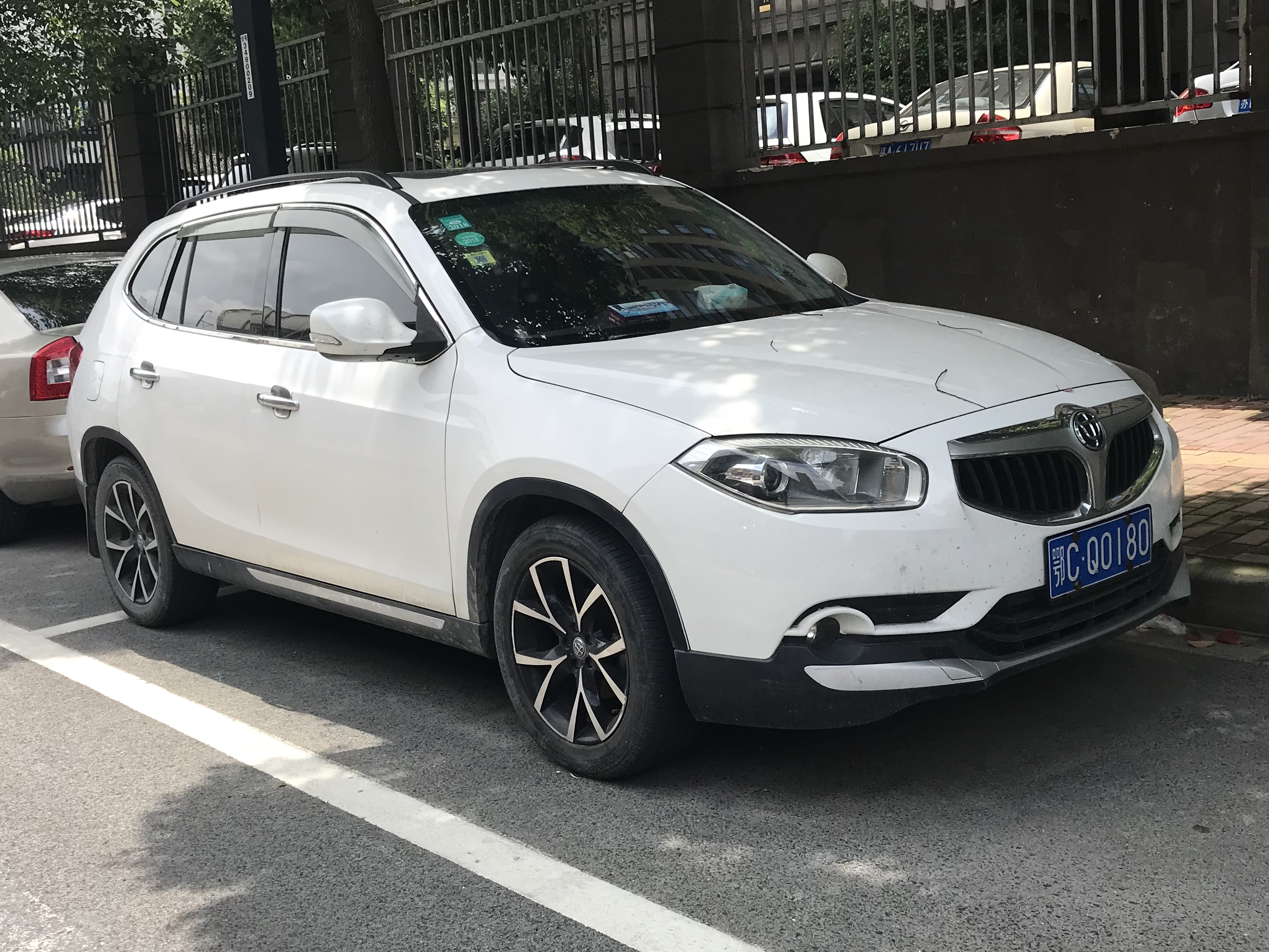
برلیانس وی۵ فیس‌لیفت، نمای جلو
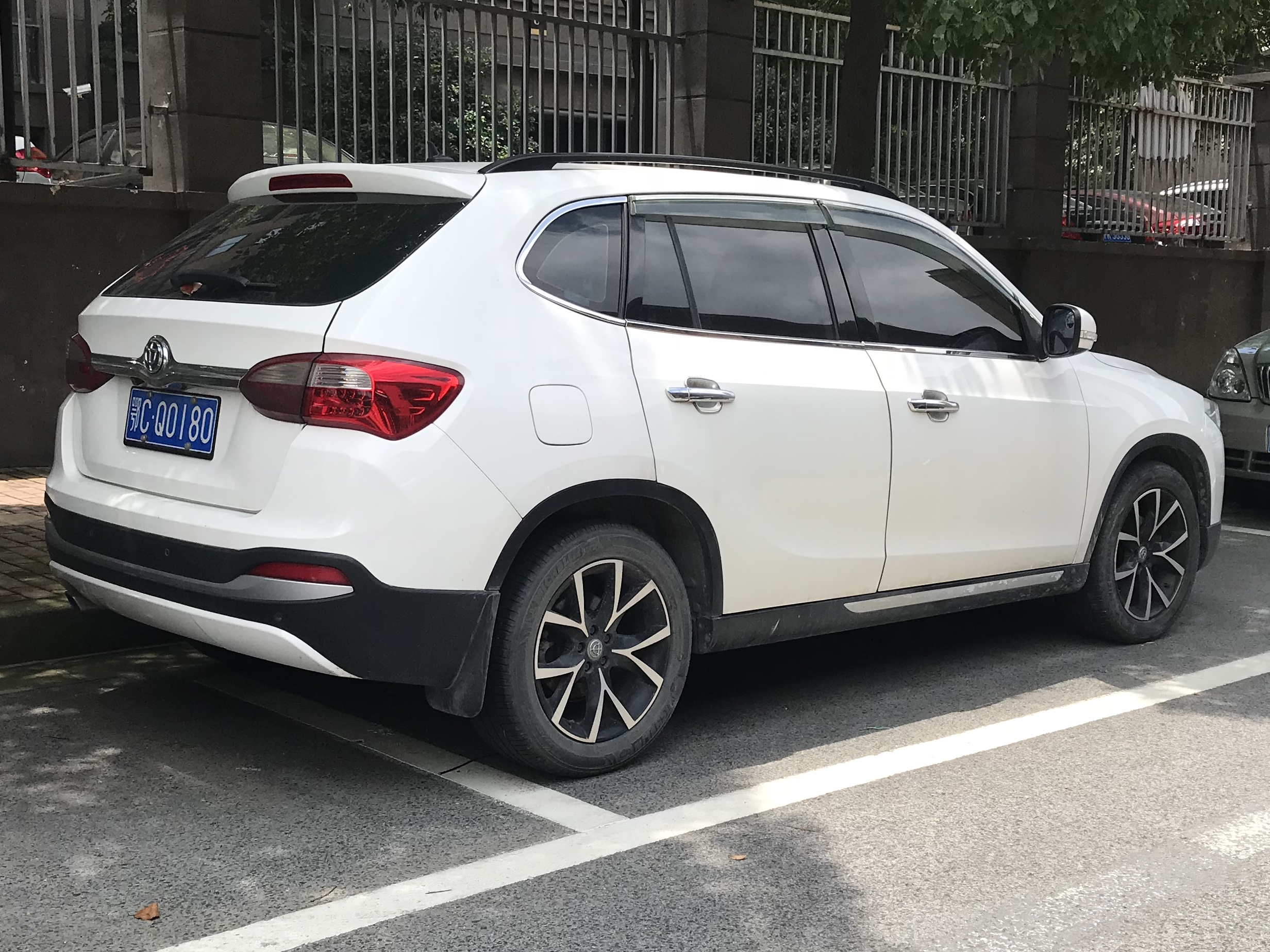
برلیانس وی۵ فیس‌لیفت، نمای عقب

## امکانات
- ۶ کیسهٔ هوای ایمنی
- مجهز به سیستم پیشرفتهٔ ترمز ABS و EBD
- سیستم ضد سرقت ایموبلایزر
- کمربندهای ایمنی جلو با پیش کشنده و محدود کنندهٔ نیرو
- سانروف
- سیستم ورود بدون کلید
- صندلی با روکش چرمی
- صندلی راننده قابل تنظیم در ۶ جهت
- صندلی سرنشین جلو قابل تنظیم در ۴ جهت
- صندلی عقب تا شونده
- سنسور پارک دنده عقب
- زیر آرنجی وسط جلو
- بازشدن اتوماتیک درها هنگام تصادف
- چراغ مه‌شکن جلو و عقب
- قفل مرکزی
- شیشه بالابرهای برقی جلو و عقب
- سیستم تهویه مطبوع دستی
- سیستم صوتی مجهز به CD PLAYER و قابلیت پخش MP3 + پورت USB و ۸ بلندگو